# Сухопутные хищные
Сухопутные хищные, или фиссипедии (лат. Fissipedia) — недействительный подотряд отряда хищные, отделяющий кошкообразных и собакообразных от ластоногих. Традиционное подразделение хищных на две сильно отличающиеся друг от друга по образу жизни группы — сухопутные хищные (Fissipedia) и ластоногие (Pinnipedia) — в настоящее время считается таксономически некорректным, поскольку противоречит имеющимся данным о филогении отряда.

## Систематика
Уже в XIX веке биологи приступили к выявлению родственных связей между отдельными семействами хищных, что выразилось в подразделении отряда на отдельные подчинённые таксоны. В 1869 году У. Флауэр подразделил наземных хищных (водные тогда рассматривались отдельно — в отряде Pinnipedia) на надсемейства Cynoidea, Arctoidea и Aeluroidea. В 1895 году Х. Винге объединил Cynoidea и Arctoidea в таксон Arctoidei, а Aeluroidea переименовал в Herpestoidei; это стало прообразом позднейшего подразделения краун-группы отряда Carnivora на собакообразных и кошкообразных. Названия двух этих группировок, впрочем, стабильностью не отличались.
Между тем палеонтолог Э. Коп объединил ряд открытых к тому времени родов вымерших плотоядных млекопитающих в таксон (тогда — подотряд) Creodonta; его он включил в отряд Insectivora, но Дж. Уортман перенёс в 1901 году этот подотряд в Carnivora. В его системе данный отряд подразделялся на три подотряда: Creodonta, Pinnipedia и Carnassidentia (так он именовал фиссипедий), причём именно в последний подотряд Уортман включил вымершее семейство Miacidae, прежде относимое к креодонтам.
Дж. Г. Симпсон в 1931 году переименовал два надсемейства наземных хищных в Canoidea и Feloidea и добавил к ним надсемейство Miacoidea с единственным семейством Miacidae (другое известное к тому времени семейство ранних хищных — Viverravidae — Симпсон самостоятельным семейством не считал, относя входящие в него роды к Miacidae). Тем самым подотряд фиссипедий (для которого Симпсон отстаивал написание Fissipeda) приобрёл трёхчленную структуру. В рамках предложенной Симпсоном в 1945 году классификации млекопитающих отряд Carnivora был представлен в таком виде: 1) подотряд Creodonta; 2) подотряд Fissipedia, включавший надсемейства Miacoidea, Canoidea с семействами Canidae, Ursidae, Procyonidae, Mustelidae (по-русски: волчьи, медвежьи, енотовые, куньи) и Feloidea с семействами Felidae, Viverridae, Hyaenidae (по-русски: кошачьи, виверровые, гиеновые); 3) подотряд Pinnipedia (ластоногие) с современными семействами Otariidae, Odobenidae, Phocidae (по-русски: ушастые тюлени, моржовые, тюленевые). Креодонтов вскоре выделили в отдельный отряд (ластоногих, впрочем, также часто рассматривали как самостоятельный отряд), а вот перечень из 10 современных семейств хищных оставался до конца XX века практически общепринятым, хотя на протяжении всего века неоднократно поднимался вопрос о выделении мангустовых из состава Viverridae в отдельное семейство.
В 1976 году Р. Тедфорд отбросил деление Carnivora на Fissipedia и Pinnipedia и поднял ранг Canoidea и Feloidea до ранга подотряда, переименовав их соответственно в Caniformia и Feliformia (по-русски: собакообразные и кошкообразные), причём все семейства ластоногих он отнёс к Caniformia, упразднив Pinnipedia как отдельную таксономическую группу (он сближал настоящих тюленей с куньими, а ушастых тюленей и моржовых — с медвежьими). При выборе названий подотрядов Тедфорд следовал М. Крецою, предложившему в 1945 году их как названия двух отрядов (которые должны были заменить единый отряд Carnivora). Деление хищных на Caniformia и Feliformia было поддержано в 1982 году Дж. Флинном и Г. Гальяно, после чего получило признание. При этом Флинн и Гальяно рассматривали миацид как ранних Caniformia, а виверравид — как ранних Feliformia; последующие исследования этого не подтвердили, и современные филогенетические связи между ранними хищными могут быть представлены следующей кладограммой:
|  | † Miacidae (миациды)                                                                       |
|  |                                                                                            |
|  | \| \| Caniformia (собакообразные) \| \| \| \| \| \| Feliformia (кошкообразные) \| \| \| \| |
|  |                                                                                            |
|  | Caniformia (собакообразные)                                                                |
|  |                                                                                            |
|  | Feliformia (кошкообразные)                                                                 |
|  |                                                                                            |

|  | Caniformia (собакообразные) |
|  |                             |
|  | Feliformia (кошкообразные)  |
|  |                             |

|  | † Miacidae (миациды)                                                                       |
|  |                                                                                            |
|  | \| \| Caniformia (собакообразные) \| \| \| \| \| \| Feliformia (кошкообразные) \| \| \| \| |
|  |                                                                                            |
|  | Caniformia (собакообразные)                                                                |
|  |                                                                                            |
|  | Feliformia (кошкообразные)                                                                 |
|  |                                                                                            |

|  | Caniformia (собакообразные) |
|  |                             |
|  | Feliformia (кошкообразные)  |
|  |                             |